# کریستوفر کلیویس
کریستوفر کلیویس (Christopher Clavius) (متولد ۲۵ مارس ۱۵۳۸ – درگذشت ۶ فوریه ۱۶۱۲‏) ریاضی‌دان و منجم از آلمان و یک یسوعی بود. وی یکی از اعضای کمیسیون واتیکان بود که تقویم پیشنهادی اختراع شده توسط آلویسیوس لیلیوس را که به تقویم گریگوری معروف است، پذیرفت. بعدتر کلیویس شامل تصدیق مؤکد کار لیلیوس، دربارهٔ تقویم اصلاح‌شده دفاعیه‌ها و توضیحاتی نوشت. در سال‌های پایانی، شاید او یکی از محترم‌ترین منجمین اروپا بود و کتاب‌هایش برای آموزش نجوم برای بیش از پنجاه سال، حتی خارج از اروپا مورد استفاده واقع شد.

## اوان زندگی
به‌جز این‌که کلیویس در سال ۱۵۳۸ یا ۱۵۳۷ در بامبرگ به دنیا آمده، اطلاعات زیادی در مورد سال‌های اولیه زندگی او در دست نیست. نام او نیز با قطعیت مشخص نبوده و به نظر محققان احتمالاً کریستف کلاو (با C) یا کلاو (با K) می‌باشد. هم‌چنین عدهٔ معتقدند که نام او، کلیویس، ممکن است لاتین‌شده نام اصلی جرمن‌اش باشد و احتمالاً نام او Schlüssel (در زبان آلمان به معنای «کلید» است و در لاتین clavis گفته می‌شود) باشد.
در سال ۱۵۵۵ کلیویس به نظام یسوعیان پیوست. او در پرتغال در دانشگاه کویمبرا تحصیل کرد، جایی که احتمالاً وی به نوعی با ریاضی‌دان معروف «پدرو نونس» (پتروس نونیوس) ارتباط داشته‌است. کلاویس بعدتر به ایتالیا رفت و در دانشگاه یسوعی رومانو در رم به تحصیل در رشته الهیات مشغول شد. وی در سال ۱۵۷۹ مأمور شد تا مبنای یک تقویم اصلاح‌شده را محاسبه کند. این تقویم روند وقت‌گیری را که در آن تعطیلات کلیسا نسبت به فصل‌های سال تغییر می‌کرد را متوقف می‌نمود. او با استفاده از «جداول پروس» اراسموس راینهولد و با اتکا بر آثار آلویسیوس لیلیوس، اصلاحات تقویمی را پیشنهاد کرد. در سال ۱۵۸۲ این اصلاحات به دستور پاپ گریگوری سیزدهم در کشورهای کاتولیک به تصویب رسید و اکنون به عنوان تقویم میلادی در سراسر جهان مورد استفاده قرار می‌گیرد.
در نظام یسوعی، کلیویس تقریباً به تنهایی مسؤل تنظیم یک برنامه درسی دقیق ریاضیات در عصری بود، که ریاضیات اغلب توسط فیلسوفان و هم‌چنین یسوعیان همکار مانند «بنیتو پریرا» مورد تمسخر قرار می‌گرفت. در منطق، قانون کلیویس (استنباط صدق یک قضیه از ناهماهنگی نفی آن) به نام او نام‌گذاری شده‌است.
در سال ۱۵۹۳ کلیویس از ممیز اعشاری در جداول گونیومتری اسطرلابیم خود استفاده کرد. وی یکی از اولین افرادی بود، که در غرب از ممیز اعشاری به این روش استفاده کرد.

## نجوم

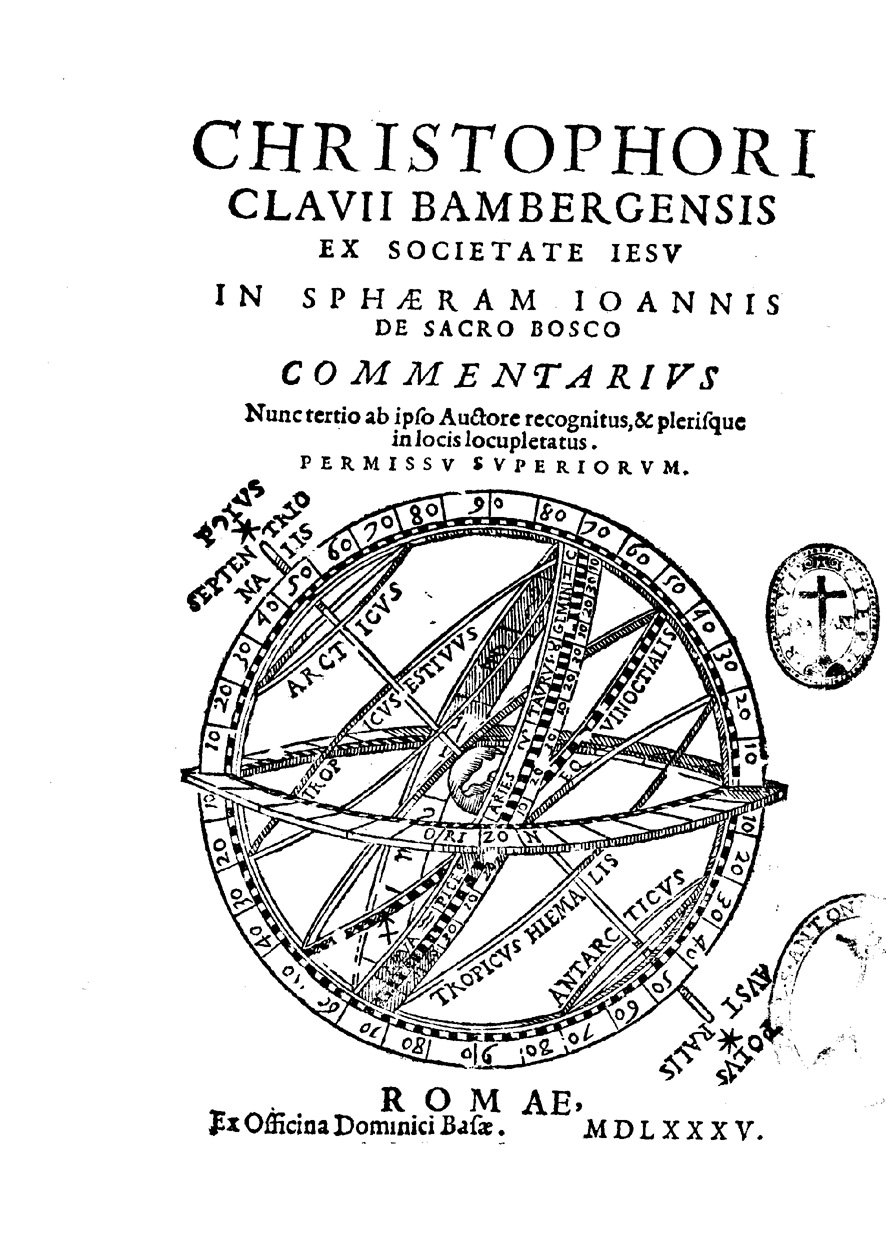
In Sphaeram Ioannis de Sacro Bosco commentarius, 1585.

به عنوان یک منجم، کلیویس کاملاً به مدل زمین‌مرکزی منظومه شمسی پایبند بود؛ مدلی که که در آن تمام آسمان‌ها به دور زمین می‌چرخند. وی گرچه با مدل خورشیدمرکزی کوپرنیک مخالف بود، اما مشکلات مدل بطلمیوسی را تشخیص داد. گالیله برای کلیویس احترام زیادی قائل بود و در سال ۱۶۱۱ با او ملاقات کرد. آن‌ها در مورد مشاهدات جدیدی که با تلسکوپ انجام می‌شد، بحث کردند. تا آن زمان کلیویس اکتشافات جدید را معتبر می‌دانست، اگرچه او در مورد وجود کوه روی ماه تردید داشت. بعدها یک دهانه بزرگ در ماه به اسم او نام‌گذاری شد.

## جستارهای وابسته

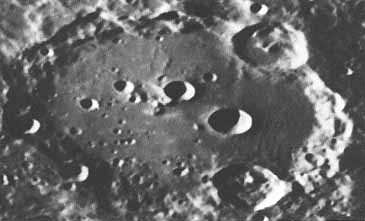
دهانه کلیویس، با دهانه‌های پیرامونی‌اش